# Rotbuchen-Gelbeule
Die Rotbuchen-Gelbeule (Tiliacea aurago, Syn.: Xanthia aurago), auch als Gold-Gelbeule oder Buchen-Goldeule bezeichnet, ist ein Schmetterling aus der Familie der Eulenfalter (Noctuidae). Der Name aurago ist vom lateinischen „aurum“=Gold abgeleitet.

## Merkmale

### Falter
Die Flügelspannweite der Falter beträgt 29 bis 38 Millimeter. Die Farbe im Mittelfeld der Vorderflügel variiert von goldgelb bis zu orangerot. Basal- und Saumfeld schimmern dunkelrot, violettbraun oder graugelb. Nieren- und Ringmakel sind verdunkelt, jedoch meist undeutlich. In der Nähe des Apex sowie im Wurzelfeld am Vorderrand sind oftmals helle, gelbliche Flecke erkennbar. Die Hinterflügel sind markant gelb bis rötlich gefärbt, im Saumbereich dunkler.

### Ei
Das Ei ist flach kegelförmig, oben abgestumpft und zeigt sehr breite Längsrippen. Es ist zunächst bräunlich rot und nimmt kurz vor Schlüpfen der Raupen eine graubraune Tönung an.

### Raupe
Erwachsene Raupen haben eine walzenartige Form, sind zeichnungsarm und haben eine bräunliche, zuweilen leicht rötliche oder grünliche Färbung. Sie sind glatt und durchscheinend. Die dünnen Rücken- und Nebenrückenlinien haben ebenso wie die Punktwarzen eine weißliche Farbe. Die Stigmen sind schwarz. Auffallend ist der sehr kleine Kopf.

### Ähnliche Arten
Obwohl die Rotbuchen-Gelbeule auf den Vorderflügeln farblich stark variiert, ist sie anhand der markant gelb- bis rötlichbraunen Hinterflügel gut von anderen Gelbeulenarten zu unterscheiden.

## Geographische Verbreitung und Lebensraum
Die Art ist in Europa bis in die Türkei weit verbreitet und fehlt lediglich in den nördlichsten Regionen sowie in Südspanien und Südgriechenland. In den Alpen steigt sie bis in Höhen von 1100 Metern. Die Tiere sind hauptsächlich in Buchenwäldern, Mischwäldern, an Waldrändern, sonnigen Hängen und in Parklandschaften anzutreffen.

## Lebensweise
Die Falter sind dämmerungs- und nachtaktiv und leben von August bis Oktober. Sie besuchen gerne angelegte Köder und erscheinen nachts auch an künstlichen Lichtquellen. Tagsüber ruhen sie mitunter am Boden zwischen verwelkten Blättern und sind dadurch schwer zu erkennen. Überwinterungsstadium ist das Ei. Die Raupen sind bevorzugt an der Rotbuche (Fagus sylvatica) zu finden, außerdem an Hainbuche (Carpinus betulus) sowie an Eichen (Quercus) und Heidelbeeren (Vaccinium myrtillus). Sie fressen zunächst an den Knospen der Laubhölzer, dann an den Blüten und später an Blättern. Die Raupenzeit umfasst die Monate April bis Juni.

## Gefährdung
Die Rotbuchen-Gelbeule ist in den deutschen Bundesländern weit verbreitet und wird auf der Roten Liste gefährdeter Arten als nicht gefährdet eingestuft.